# 伊万里市立山代中学校
伊万里市立山代中学校（いまりしりつ やましろちゅうがっこう）は佐賀県伊万里市山代町久原にある市立中学校。

## 概要

### 歴史
1947年（昭和22年）の学制改革（六・三制の実施）により、新制中学校として開校。2022年（令和4年）には創立75周年を迎える。

### 校訓
「自主・創造・気力」

### 校章
中央に「中」の文字を置いている。

### 通学区域
- 伊万里市立山代東小学校区
- 伊万里市立山代西小学校区[1]

## 沿革
- 1947年（昭和22年）
  - 4月1日 - 学制改革（六・三制の実施）により、新制中学校「山代町立山代中学校」が発足。
    - 山代第一国民学校の高等科、山代第二国民学校の高等科、山代青年学校の普通科が統合されたもの。生徒数542名、9学級、教職員24名。
    - 当初は山代町立東小学校4教室、山代町立西中学校3教室、久原地区にあった山代青年学校2教室を使用し、分散授業を余儀なくされる。

  - 5月3日 - 開校式を挙行。
- 1948年（昭和23年）
  - 3月31日 - 1年間の猶予期間を終え、山代青年学校が閉校。
  - この年 - 川南造船所工員宿舎を改造し、青年学校校地に6教室を増築し、中学全生徒を収容。小学校との併設を解消。
- 1953年（昭和28年）9月 - 現在地に統合校舎が完成し、移転を完了。
- 1954年（昭和29年）4月1日 - 町村合併により、伊万里市が市制施行。これにより「伊万里市立山代中学校」（現校名）に改称。
- 1962年（昭和37年）- 生徒数が最大の1,480名を記録する。
- 1966年（昭和41年）4月1日 - 特殊学級を設置。
- 1968年（昭和43年）- 楠久炭鉱閉山により、生徒数が794名にまで激減[2]。
- 1988年（昭和63年）- 新校舎が完成。
- 1993年（平成5年）- 新体育館が完成。

## 交通

### 最寄りの鉄道駅
- 松浦鉄道（MR）西九州線 「久原駅」

### 最寄りのバス停留所
- 西肥自動車 「伊万里港入口」・「久原駅前」バス停留所

### 最寄りの幹線道路
- 国道204号 「山代町久原」交差点
- 西九州自動車道 山代久原IC

## 周辺
- 久原郵便局
- 伊万里信用金庫山代支店

## 参考資料
- 「伊万里市史 教育・人物編」（2003年（平成15年）3月31日発行, 伊万里市）p.412 - p.414